# Isótopos de xenônio
 O xenônio de ocorrência natural ( 54 Xe) consiste em sete isótopos estáveis e dois isótopos de vida muito longa. A captura dupla de elétrons foi observada no 124 Xe (meia-vida 1.8 ± 0.5(stat) ± 0.1(sys) ×1022 anos )  e decaimento beta duplo em 136 Xe (meia-vida 2.165 ± 0.016(stat) ± 0.059(sys) ×1021 anos ),  que estão entre as meias-vidas medidas mais longas de todos os nuclídeos. Prevê-se também que os isótopos 126 Xe e 134 Xe sofram decaimento beta duplo,  mas isso nunca foi observado nesses isótopos, portanto eles são considerados estáveis.   Além dessas formas estáveis, foram estudados 32 isótopos artificiais instáveis e vários isômeros, sendo o de vida mais longa o 127 Xe com meia-vida de 36,345 dias. Todos os outros isótopos têm meia-vida inferior a 12 dias, a maioria inferior a 20 horas. O isótopo de vida mais curta, 108 Xe,  tem meia-vida de 58 μs, e é o nuclídeo mais pesado conhecido com números iguais de prótons e nêutrons. Dos isômeros conhecidos, o de vida mais longa é o 131m Xe, com meia-vida de 11.934 dias. 129 Xe é produzido pelo decaimento beta do 129 I ( meia-vida : 16 milhões de anos); 131m Xe, 133 Xe, 133m Xe e 135 Xe são alguns dos produtos de fissão do 235 U e do 239 Pu, portanto são usados como indicadores de explosões nucleares .
O isótopo artificial <sup>135</sup> Xe é de considerável importância na operação de reatores de fissão nuclear . 135 Xe tem uma enorme seção transversal para nêutrons térmicos, 2,65×10 6 barns, portanto atua como um absorvedor de nêutrons ou “ veneno ” que pode retardar ou interromper a reação em cadeia após um período de operação. Isto foi descoberto nos primeiros reatores nucleares construídos pelo Projeto Americano Manhattan para a produção de plutônio . Devido a este efeito, os projetistas devem tomar providências para aumentar a reatividade do reator (o número de nêutrons por fissão que fissionam outros átomos do combustível nuclear) acima do valor inicial necessário para iniciar a reação em cadeia. Por essa mesma razão, os produtos de fissão produzidos em uma explosão nuclear e em uma usina de energia diferem significativamente, pois uma grande parte do 135 Xe irá absorver nêutrons em um reator em estado estacionário, enquanto basicamente nenhum dos 135 I terá tido tempo para decair para xenônio antes que a explosão da bomba o remova da radiação de nêutrons.
Concentrações relativamente altas de isótopos radioativos de xenônio também são encontradas em reatores nucleares devido à liberação desse gás de fissão de barras de combustível quebradas ou à fissão de urânio na água de resfriamento. As concentrações desses isótopos ainda são geralmente baixas em comparação com o gás nobre radioativo natural Radônio 222.
Dado que o xénon é um traçador de dois isótopos parentais, as razões isotópicas de Xe em meteoritos são uma ferramenta poderosa para estudar a formação do Sistema Solar . O método de datação I-Xe fornece o tempo decorrido entre a nucleossíntese e a condensação de um objeto sólido da nebulosa solar (sendo o xenônio um gás, apenas a parte dele que se formou após a condensação estará presente dentro do objeto). Os isótopos de xenônio também são uma ferramenta poderosa para a compreensão da diferenciação terrestre . Acredita-se que o excesso de 129 Xe encontrado nos gases de poços de dióxido de carbono do Novo México seja proveniente da decomposição de gases derivados do manto logo após a formação da Terra.  Foi sugerido que a composição isotópica do xenônio atmosférico flutuou antes do grande evento de oxigenação (GOE) antes de se estabilizar talvez como resultado do aumento do O 2 atmosférico. 

### Xenônio-124
O xenônio-124 é um isótopo de xenônio que sofre dupla captura de elétrons para telúrio -124 com uma meia-vida muito longa de 1,8 × 10^22  anos, mais de 12 ordens de magnitude a mais que a idade do universo ( 13.799±0.021 bilhões de anos ). Tais decaimentos foram observados no detector XENON1T em 2019 e são os processos mais raros já observados diretamente.  (Decaimentos ainda mais lentos de outros núcleos foram medidos, mas detectando produtos de decaimento que se acumularam ao longo de bilhões de anos, em vez de observá-los diretamente.  )

### Xenon-133
O xenônio-133 (vendido como medicamento sob a marca Xeneisol, código ATC V09EX03   ) é um isótopo de xenônio. É um radionuclídeo inalado para avaliar a função pulmonar e para obter imagens dos pulmões .  Também é usado para visualizar o fluxo sanguíneo, principalmente no cérebro .  133 Xe também é um importante produto de fissão . É lançado na atmosfera em pequenas quantidades por algumas usinas nucleares. 

### Xenônio-135
O xenônio-135 é um isótopo radioativo produzido a partir do urânio. Tem meia-vida de cerca de 9,2 horas e é o mais poderoso veneno nuclear de absorção de nêutrons conhecido (tendo uma seção transversal de absorção de nêutrons de 2 milhões de celeiros  ). O rendimento geral de xenônio-135 da fissão é de 6,3%, embora a maior parte resulte do decaimento radioativo do telúrio-135 e do iodo-135 produzidos pela fissão. O Xe-135 exerce um efeito significativo na operação do reator nuclear ( poço de xenônio ). É descarregado na atmosfera em pequenas quantidades por algumas usinas nucleares. 

### Xenônio-136
O xenônio-136 é um isótopo que sofre decaimento beta duplo para bário -136 com uma meia-vida muito longa de 2.2×10^21 anos, mais de 10 ordens de magnitude a mais que a idade do universo ( 13.799±0.021 bilhões de anos ). Ele está sendo usado no experimento Enriched Xenon Observatory para procurar decaimento beta duplo sem neutrinos .